# Epidendrum haenkeanum
Epidendrum haenkeanum är en orkidéart som beskrevs av Karel Presl. Epidendrum haenkeanum ingår i släktet Epidendrum och familjen orkidéer.
Artens utbredningsområde är Peru. Inga underarter finns listade i Catalogue of Life.